# The Good Companions (film din 1957)
The Good Companions este un film muzical britanic din 1957 regizat de J. Lee Thompson. Rolurile principale sunt interpretate de actorii Eric Portman, Celia Johnson și Hugh Griffith.

## Distribuție
- Eric Portman — Jess Oakroyd
- Celia Johnson — Miss Trant
- Hugh Griffith — Morton Mitcham
- Janette Scott — Susie Dean
- John Fraser — Inigo Jollifant
- Joyce Grenfell — Lady Parlitt
- Bobby Howes — Jimmy Nunn
- Rachel Roberts — Elsie și Effie Longstaff
- John Salew — Mr. Joe
- Mona Washbourne — Mrs. Joe
- Paddy Stone — Jerry Jerningham